# Marie-Thérèse Safi Sombo
Marie-Thérèse Sombo est une femme politique Congolaise et Professeure à l’université de Kinshasa.

## Biographie

### Carrière professionnelle
Marie-Thérèse est neuro-psychiatre au centre neuro-psychopathologie (CNPP en sigle) dans la ville de Kinshasa et professeure des cours de Neurologie, de Psychiatrie, de Neurophysiologie et de Psychologie médicale à l’Université de Kinshasa.

### Carrière politique
Marie-Thérèse fait partie de 54 membres du gouvernement Suminwa nommé le 29 mai 2024, Ministre de l’enseignement supérieur et universitaire,.